# El Fadjer TV
El Fadjer TV (en arabe : قناة الفجر) est une chaîne de télévision généraliste privée algérienne basée à Sidi Bel Abbès lancée le 11 octobre 2015. Elle est créée par Chikh Ibn Chanfara.

## Programmes

### Émissions de télévision
- TOP NET
- Ma Ykoun Ghi El Khir
- El Mayat Hay
- Wesh T'Gouli

- Kuruluş: Osman

## Siège
Son siège situe à Wilaya de Bel Abbès.

## Diffusion
- La chaîne est disponible sur le satellite Nilesat à la fréquence 10922 v 27500.

## Audiences
En 2017, Elle a été connue pour avoir diffusé une caméra cachée avec une idée inédite, Dont les événements se déroulent dans la morgue où le mort se lève de son cercueil.